# Нодзава, Дайдзо
Дайдзо Нодзава (яп. 野沢 太三; 6 мая 1933, Тацуно — 12 декабря 2024) — японский государственный деятель, министр юстиции (2003—2004).

## Биография
Родился 6 мая 1933 года в посёлке Тацуно, префектура Нагано, Япония. Окончил Токийский университет со степенью бакалавра гражданского строительства и в 1956 году поступил на работу в Японские национальные железные дороги. Спустя некоторое время Нодзава также получил степень доктора философии.
В 1986 году он был впервые избран в японскую Палату советников и пробыл в этой должности до 2004 года, когда принял решение не выдвигаться на новый срок.
В сентябре 2003 года он получил портфель министра юстиции в кабинете Дзюнъитиро Коидзуми и занимал эту должность по сентябрь 2004 года.
После ухода из политики Нодзава возглавил Японо-Корейский научно-исследовательский институт туннелей — организацию, которая на протяжении многих лет пытается создать туннельное сообщение между Японией и Южной Кореей.
Скончался 12 декабря 2024 года на 92-м году жизни.